# Santa Bárbara de Goiás
Santa Bárbara de Goiás è un comune del Brasile nello Stato del Goiás, parte della mesoregione del Centro Goiano e della microregione di Anicuns.